# 長田美穂
長田美穂（ながた みほ、1967年 - 2015年10月19日 ）は、日本のフリージャーナリスト。奈良県出身。

## 概略
東京外国語大学中国語学科を卒業。日本経済新聞記者を経て、1999年に独立。「日経トレンディ」に「ヒットの軌跡」を連載していた（この連載はのちに加筆され、『ヒット力』にまとめられる）。2010年10月からフルブライト奨学生として、アメリカ・ワシントン大学（シアトル市）に留学。マイノリティーに対する虐待など、アメリカの社会問題について取材する。アメリカ留学記は『43歳から始める　女一人アメリカ留学』としてDLmarketから発売された（電子書籍）。2015年10月19日、乳がんのため死去、48歳。

## 著作

### 単著
- 『ヒット力』（日経BP社、2002年）

のちに文庫 『売れる理由』（小学館文庫、2004年）
- 『問題少女』（PHP研究所、2006年）
- 『ガサコ伝説 ――「百恵の時代」の仕掛人』（新潮社、2010年）

### 共著
- 『アグネス・ラムのいた時代』（長友健二との共著、中央公論新社、2007年）

### 翻訳
- ケリー・ターナー『がんが自然に治る生き方』（プレジデント社、2014年）